# Jine the Cavalry!
Jine the Cavalry! (с англ. — «Вступай в кавалерию!») — военная песня, популярная в годы американской гражданской войны. В ней упоминаются подвиги кавалеристов Джеба Стюарта — одного из главных кавалерийских командующих в Северовирджинской армии генерала Ли. В припеве присутствует призыв «вступать в кавалерию». Эта песня особенно популярна в Вирджинии.

## Содержание
В песне перечисляются многие реальные исторические события, например рейд вокруг Потомакской армии летом 1862 года и кавалерийский рейд в Пенсильванию в октябре 1862. Упоминается сражение при Чанселорсвилле.

## Слова и музыка
В песне использована мелодия известной во время её написания другой песни — «The Old Grey Mare» (англ. Старая серая кобыла), на которую положены совершенно новые слова. Автор слов неизвестен — некоторые исследователи предполагают, что их написал сам Стюарт, другие возражают, что им мог быть почти любой в армии. Песня «Jine the Cavalry!» была одной из любимых песен Стюарта и стала неофициальным гимном его кавалерийского корпуса. Сэм Суини, один из кавалеристов Стюарта, был профессиональный игрок на банджо и часто исполнял эту песню во время Геттисбергской кампании..